# مايكل كين (لاعب كرة قدم)
مايكل فنسنت كين (بالإنجليزية: Michael Vincent Keane)‏ (مواليد 11 يناير 1993 في ستوكبورت، إنجلترا) هو لاعب كرة قدم إنجليزي ذو أصول أيرلندية، يلعب مع نادي إيفرتون في الدوري الإنجليزي الممتاز ومنتخب إنجلترا لكرة القدم في مركز قلب الدفاع.

## سيرة اللاعب
مانشستر يونايتد
وقع مايكل كين عقد احتراف مع مانشستر يونايتد في عيد ميلاده 18 في 11 يناير 2011 وقدم أول مباراة له مع الفريق الأول ي كأس رابطة اندية المحترفين يوم 25 أكتوبر 2011، كبديل في الدقيقة 70 في الدورالرابع فوز مانشستر يونايتد على فريق ألدرشوت تاون.
في 28 يناير 2012 ظهر اسمه مرة أخرى على مقاعد البدلاء، وهذه المرة ضد المنافس ليفربول في كأس الاتحاد الإنجليزي. لكنه كان بديلا غير مستخدم والمباراة انتهت 2-1 ليفربول.
لعب لأول مرة ضد نيوكاسل يونايتد في كأس رابطة الاندية الإنجليزية يوم 26 سبتمبر 2012، جنبا إلى جنب مع سكوت ووتون في مركز الظهير.
عقب المباراة، أشاد زميله دارين فليتشر به لكونه «رائع».
إعارة ل ليستر سيتي
في 6 نوفمبر 2012، انضم كين إلى جانب زميله جيسي لينقارد إلى ليستر سيتي على سبيل الإعارة حتى 3 ديسمبر 2012 .
مددت الإعارة في وقت لاحق إلى 2 يناير 2013.
قدم كين أول مباراة له مع ليستر سيتي في 6 نوفمبر 2012، في مباراة 0-0 مع مضيفه بولتون واندرارز.
يوم 4 يناير عام 2013، قام كين بتمديد اقامته في ليستر حتى نهاية يناير وأعطى مانشستر يونايتد الإذن للعب في كأس الاتحاد الإنجليزي ل ليستر .
يوم 24 يناير عام 2013، قام كين بتمديد اقامته في ليستر حتى نهاية الموسم الحالي.
في 12 فبراير، وسجل كين هدفه الأول، في هزيمة 2-1 ل هدرسفيلد تاون في الدور الرابع من كأس الاتحاد الإنجليزي .
يوم 5 مارس، سجل هدفا بالرأس في الدقيقة 90 ضد ليدز يونايتد ليستر لكسب نقطة من التعادل 1-1 .
إعارة ل ديربي كاونتي
يوم 28 نوفمبر عام 2013، بعد تلقي العروض من تشارلتون اثليتيك، ديربي كاونتي وميدلسبره وميلوول، اختار كين للانضمام ديربي كاونتي على سبيل الإعارة حتى 2 يناير 2014 .
لعب لأول مرة ل ديربي يوم 7 ديسمبر عام 2013، ودخل في الدقيقة 73 من فوز 5-1 ضد بلاكبول.
إعارة ل بلاكبيرن روفرز
يوم 7 مارس عام 2014، انضم كين إلى بلاكبيرن روفرز على سبيل الإعارة للفترة المتبقية من موسم 2013-14 . تم تسليم كين القميص رقم رقم 16.
لعب لأول مرة للنادي يوم 9 مارس، ولعب كامل 90 في هزيمة 2-1 على ارضه امام غريمه المحلي بيرنلي.

## روابط خارجية
- مايكل كين على موقع الاتحاد الأوربي (الإنجليزية)
- مايكل كين على موقع قاعدة بيانات كرة القدم.إي يو (الإنجليزية)
- مايكل كين على موقع ناشيونال فوتبول تيمز (الإنجليزية)
- مايكل كين على موقع Soccerbase.com (لاعب) (الإنجليزية)
- مايكل كين على موقع Soccerway.com (الإنجليزية)
- مايكل كين على موقع عالم كرة القدم.نت (الإنجليزية)
- مايكل كين على موقع AS.com (الإسبانية)